# Batalla de Zafar

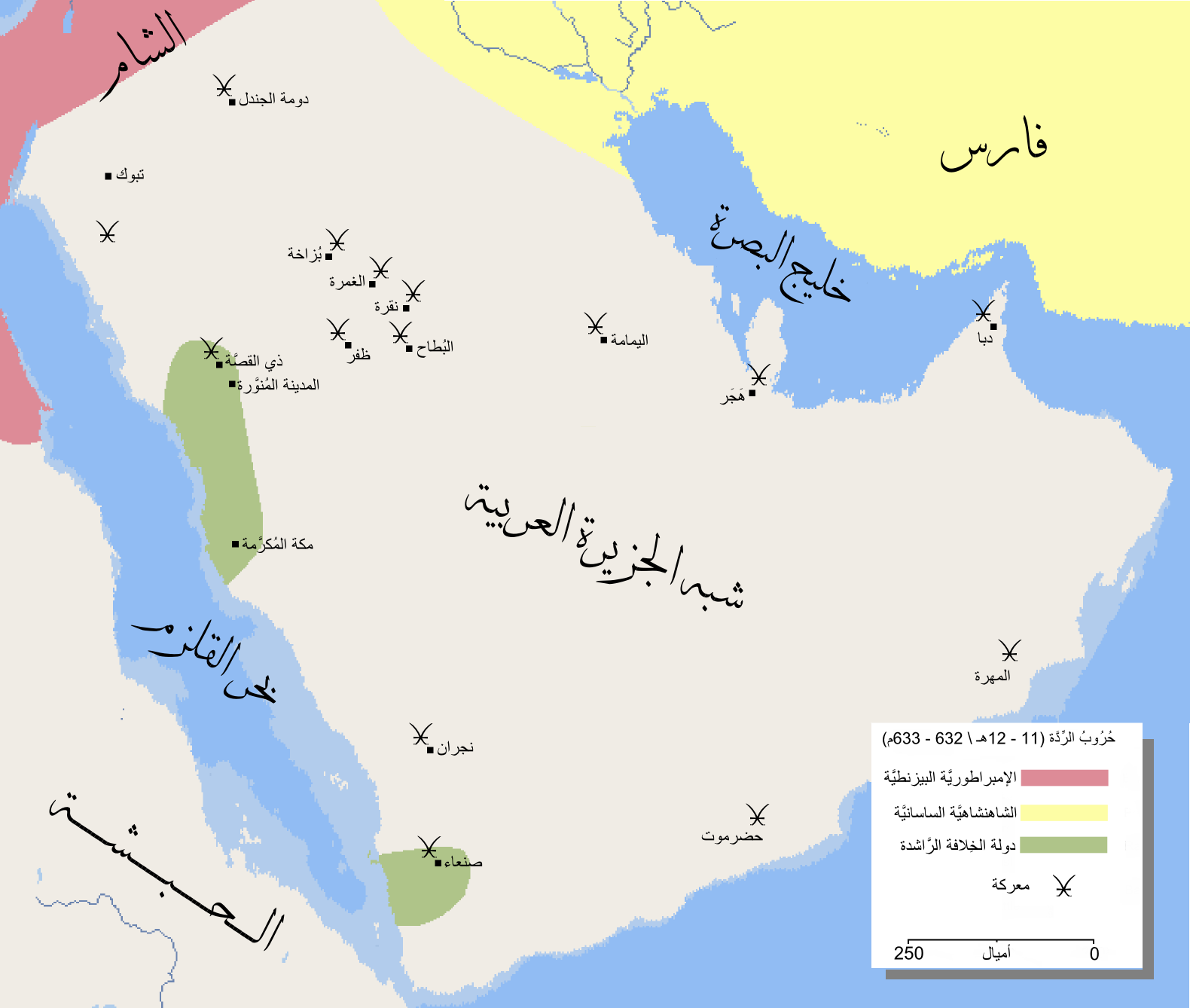
Mapa mostrando los lugares donde se libraron batallas entre musulmanes y tribus árabes apóstatas del islam.

La batalla de Zafar tuvo lugar en octubre de 632 entre Khalid ibn al-Walid, un compañero del profeta Mahoma, y una jequesa llamada Salma. Khalid la derrotó y mató en esta batalla, parte de las guerras Ridda. Ella montaba un espléndido camello, dirigiendo la lucha rodeada por sus guardaespaldas leales. Khalid ibn al-Walid se acercó con un grupo de muyahidines y los asesinaron a todos. Varios centenares de apóstatas murieron en esta batalla.

## Salma Umm Zhiml
Salma, apodada Umm Zhiml, era pariente de destacados jefes tribales de los paganos Bani Fazara: prima hermana del jeque Udayna, la menor y única mujer de los diez hijos de la jequesa Umm Qirfa y de Malik Bin Udayfa, respetado jefe del clan Ghatfan. En vida del profeta, fueron atacados por sus fuerzas, su madre asesinada y Salma llevada como esclava a Medina, donde Mahoma la entregó como sirvienta a su esposa Aisha. Salma no era feliz y Aisha la liberó, regresando con los suyos.
Se ganó pronto el respeto hasta alcanzar el mismo estatus que su madre, que era dueña de un magnífico camello que ella heredó. Su pueblo tenía la sensación de volver a ver a la difunta Dama. A la muerte del profeta, ella, buscando venganza, lideró a los apóstatas como enemiga implacable de los musulmanes. A sus tropas se unieron las del derrotado Udayna y el choque con Khalid se produjo en Zafar. Aunque el general musulmán hizo retroceder los flancos, el centro del ejército adversario se mantenía firme en torno a su líder, montada en su camello dirigiendo personalmente la batalla rodeada de un centenar de guerreros fieles.
Khalid se dio cuenta de que debía eliminar esa fortaleza moral y con un escogido grupo de combatientes se abrieron paso hacia ellos. Khalid derribó el camello a cuchilladas y después continuó con su jinete, mientras sus acompañantes daban cuenta de los cien guardaespaldas. Con la muerte de Salma los apóstatas se desmoralizaron y huyeron.